# USS Salute (AM-294)
USS Salute (AM-294) trałowiec typu Admirable służący w United States Navy w czasie II wojny światowej.
Stępkę okrętu położono 11 listopada 1942 w stoczni Winslow Marine Railway and Shipbuilding Co. w Seattle (Washington). Zwodowano go 6 lutego 1943, matką chrzestną była Patricia Lindgren. Jednostka weszła do służby 4 grudnia 1943, pierwszym dowódcą został Lt. R. H. Nelson.
Brał udział w działaniach II wojny światowej. Zatonął na minie 8 czerwca 1945 w pobliżu Borneo.

## Odznaczenia
„Salute” otrzymał 5 battle star za służbę w czasie II wojny światowej.